# Cultura de Portugal
A cultura de Portugal tem as suas raízes nas culturas celta, fenícia, ibérica dos povos pré-romanos, germânica, romana, muçulmana, templária e judaica. A diferenciação cultural dos portugueses manifesta-se através dos tipos de habitação, das manifestações religiosas, da gastronomia, do folclore, das calçadas tipicamente portuguesas, da azulejaria, danças, músicas, teatros, cinemas, etc.

## Personalidades[1]
| - Adolfo Coelho - Alexandre Herculano - Almeida Garrett - Antero de Quental - António Nobre - Basílio Teles - Eça de Queirós - Gomes Leal - Guerra Junqueiro - Jaime Batalha Reis - Lopes de Mendonça - Moniz Barreto - Oliveira Martins - Pinheiro Chagas - Rafael Bordalo Pinheiro - Rebello da Silva - Silvestre Pinheiro Ferreira - Teófilo Braga - Abel Salazar - Adérito Sedas Nunes - Adolfo Casais Monteiro - Agostinho da Silva - Almada Negreiros - Alexandre O'Neill - Álvaro Siza Vieira - António Gedeão - Aquilino Ribeiro | - Augusto Abelaira - Bento de Jesus Caraça - Bernardo Marques - Borges de Macedo - Carlos Ramos - David Mourão-Ferreira - Delfim Santos - Eugénio de Andrade - Fernando Gil - Fernando Lopes-Graça - Fernando Namora - Fernando Pessoa - Fidelino de Figueiredo - Florbela Espanca - Guilhermina Suggia - Helena Vaz da Silva(1) - Hernâni Cidade - Irene Lisboa - Jacinto do Prado Coelho - Jaime Cortesão - João Gaspar Simões - Joaquim de Carvalho - Jorge de Sena - Jorge Peixinho - José Augusto Seabra - José Cardoso Pires - José Gomes Ferreira - José Régio | - José Rodrigues Miguéis - Leonardo Coimbra - Lindley Cintra - Luís Albuquerque(2) - Luís de Freitas Branco - Manuel Antunes - Manuel Viegas Guerreiro(3) - Maria Archer(4) - Maria de Lourdes Belchior(5) - Maria Lamas - Maria Pia de Bragança - Mário Botas - Mário de Sá-Carneiro - Mário Eloy - Mário Sottomayor Cardia - Miguel Torga - Orlando Ribeiro - Paulo Quintela(6) - Pina Martins - Raul Brandão - Raul Proença - Sílvio Lima - Sophia de Mello Breyner Andresen - Teixeira de Pascoaes - Vergílio Ferreira - Viana da Mota - Vieira da Silva - Vieira de Almeida - Vitorino Magalhães Godinho |

- Helena Maria da Costa de Sousa de Macedo Gentil Vaz da Silva nasceu em Lisboa a 3 de Julho de 1939. A 12 de Agosto de 2002 morre em Lisboa
- Luís Guilherme Mendonça de Albuquerque. Nasceu em Lisboa, em 06.03.1917. Licenciado em Ciências Matemáticas. Morre em Lisboa, em 22.01.1992, no Hospital de Marinha.
- O Prof. Doutor Manuel Viegas Guerreiro nasceu em Querença, concelho de Loulé, em 1 de Novembro de 1912. Faleceu em Carnaxide, em 1 de Maio de 1997.
- Maria Emília Archer Eyrolles Baltasar Moreira, na cena literária Maria Archer, nasceu em Lisboa, no dia 4 de Janeiro de 1899. Morreu a (23 de Janeiro de 1982).
- Maria de Lourdes Belchior licenciou-se em 1946 com uma dissertação intitulada Da Poesia de Frei Agostinho da Cruz
- Paulo Quintela Professor da Faculdade de Letras da Universidade de Coimbra e tradutor literário (Bragança, 24.12.1905 — Coimbra, 09.03.1987)

## Literatura
A literatura portuguesa divide-se em poesia, prosa, filosofia e texto dramático. Em todas essas áreas houve artistas que se destacaram pelo génio e pela cultura portuguesa rica em temáticas.
- Poesia

Portugal é muitas vezes designado como "um país de poetas". Efectivamente, a poesia portuguesa tem tido um peso e influência substancialmente maior na literatura do país do que a prosa. Existem bons exemplos, tanto na poesia lírica como na épica. Os poetas portugueses mais conhecidos no mundo são, sem dúvida Luís Vaz de Camões e Fernando Pessoa, ainda que não se deva desprezar, especialmente, toda a poética galaico-portuguesa medieval e, mais tarde (desde o século XIX onde a moderna poesia portuguesa estabelece as suas raízes num punhado de poetas relevantes), do neoclassicismo até aos nossos dias.
- Prosa

O fato de as primeiras narrativas serem transmitidas por via oral quase que obrigou que fossem, quase sempre, apresentadas de forma poética (a métrica e a rima, bem como o uso de versos recorrentes) facilitava a memorização de longos relatos. As gestas e as vidas de santos eram assim cantados (e contados). Muitos destes poemas foram depois passados para prosa (acrescentados de pormenores mais ou menos fiáveis ou, então, expurgados de fatos de cariz lendário — ainda que os cronistas não desdenhassem o lado místico das narrativas, até pelo fato de estes serem, basicamente, monges).
- Filosofia e ensaio

| Gil Vicente (1465–1536) | Luís de Camões (1524–1580) | Almeida Garrett (1799–1854) | Camilo Castelo Branco (1825–1890) | Eça de Queirós (1845–1900) | Fernando Pessoa (1888–1935) | José Saramago (1922–2010) |
| ----------------------- | -------------------------- | --------------------------- | --------------------------------- | -------------------------- | --------------------------- | ------------------------- |
|                         |                            |                             |                                   |                            |                             |                           |

## Arquitectura
Desde o segundo milénio antes de Cristo, existem construções importantes no território português e é possível encontrar muitas estruturas de vários povos (povos pré-romanos, romanos, suevos, etc.). A arquitectura portuguesa seguiu sempre as tendências do resto da Europa, apesar de o fazer com algum atraso. Foi apenas com o Manuelino que foi atingido um patamar considerável, na vanguarda artística da época, pois este estilo faz uma transição suave entre o gótico e o renascimento. Durante o reinado de João V, Portugal teve muitas construções que fazem parte do barroco Joanino. O estilo pombalino é outro estilo bem especifico a Portugal. Esse estilo que é uma mistura do barroco tardio e neoclassicismo que se desenvolveu depois do grande terramoto de 1755. A arquitectura popular marcou a arquitectura dos anos 1950, no chamado "Português Suave" que prevaleceu até ao final do Salazarismo. A calçada portuguesa e os azulejos são dois elementos arquitectónicos portugueses típicos do país. Actualmente a produção arquitectural portuguesa está a par do que se passa no meio artístico internacional, de onde se destacam os arquitectos contemporâneos:
- Álvaro Siza Vieira
- Eduardo Souto de Moura
- Fernando Távora
- Gonçalo Byrne
- João Luís Carrilho da Graça
- Manuel Graça Dias
- Manuel Salgado
- Nuno Teotónio Pereira
- Vítor Figueiredo

| Sé de Lisboa Arquitectura românica | Mosteiro de Alcobaça Arquitetura gótica | Torre de Belém Estilo manuelino | Torre dos Clérigos Barroco Joanino | Rua Augusta Estilo Pombalino | Padrão dos Descobrimentos Estilo Português Suave | Pavilhão de Portugal Arquitectura moderna |
| ---------------------------------- | --------------------------------------- | ------------------------------- | ---------------------------------- | ---------------------------- | ------------------------------------------------ | ----------------------------------------- |
|                                    |                                         |                                 |                                    |                              |                                                  |                                           |

## Pintura

Painéis de São Vicente de Fora

A pintura portuguesa, à semelhança da arquitetura, tenta sempre seguir as tendências internacionais. No início do século XX apareceu uma nova vaga de artistas futuristas que podiam ter feito importantes revoluções na arte, mas que devido às suas mortes precoces não o fizeram. Alguns desses pintores e outros de diferentes épocas são:
- Amadeo de Souza-Cardoso
- Angelo de Sousa
- Armando Alves
- Guilherme de Santa-Rita
- Diogo Muñoz
- José de Guimarães
- José Rodrigues
- Júlio Pomar
- Júlio Resende
- Maria Helena Vieira da Silva
- Paula Rego
- Sobral Centeno

## Escultura
No panorama da escultura, destacam-se os seguintes artistas ao longo da história:
Frei Cipriano da Cruz e Manuel Pereira no período barroco.
- Joaquim Machado de Castro
- António Soares dos Reis
- António Teixeira Lopes
- Bottelho
- Canto da Maia
- Diogo de Macedo
- João Cutileiro
- Leopoldo de Almeida
- Salvador Barata Feyo

## Música
Tanto a música tradicional portuguesa como a música erudita clássica e contemporânea são altamente deversificadas e dinâmicas. A música mais tradicional retrata a cultura e história do país; as outras mais recentes, surgem de influências exteriores tais como de África, Brasil ou Estados Unidos.

## Teatro
Em Portugal, o desenvolvimento do teatro foi um pouco retardado, contudo Gil Vicente, visto como o "pai" do teatro português começou de certa forma a história do teatro nacional no século XVI. O teatro cativou o público, sobretudo a classe alta. Foi já no século XX que o teatro chegou às massas através do Teatro de Revista.

## Dança
O folclore português é muito variado, pois cada região do país tem as suas tradições. As danças folclóricas são danças populares para toda a gente. Mais recentemente, apareceram danças mais eruditas, executadas por bailarinos profissionais. Estas novas danças surgem da crescente abertura a novas culturas, de onde se pode destacar:
- Olga Roriz
- Madalena Victorino
- Pedro Romeiras

## Cinema
Cineastas:
- Lista de cineastas de Portugal

Actores:
- «Actores de Portugal»

## Moda
- Augusto
- Fátima Lopes

## Design
No design destacam-se:
- Francisco Providência
- Henrique Cayatte
- João Nunes
- Carlos Aguiar

## Cultura popular
- Gastronomia

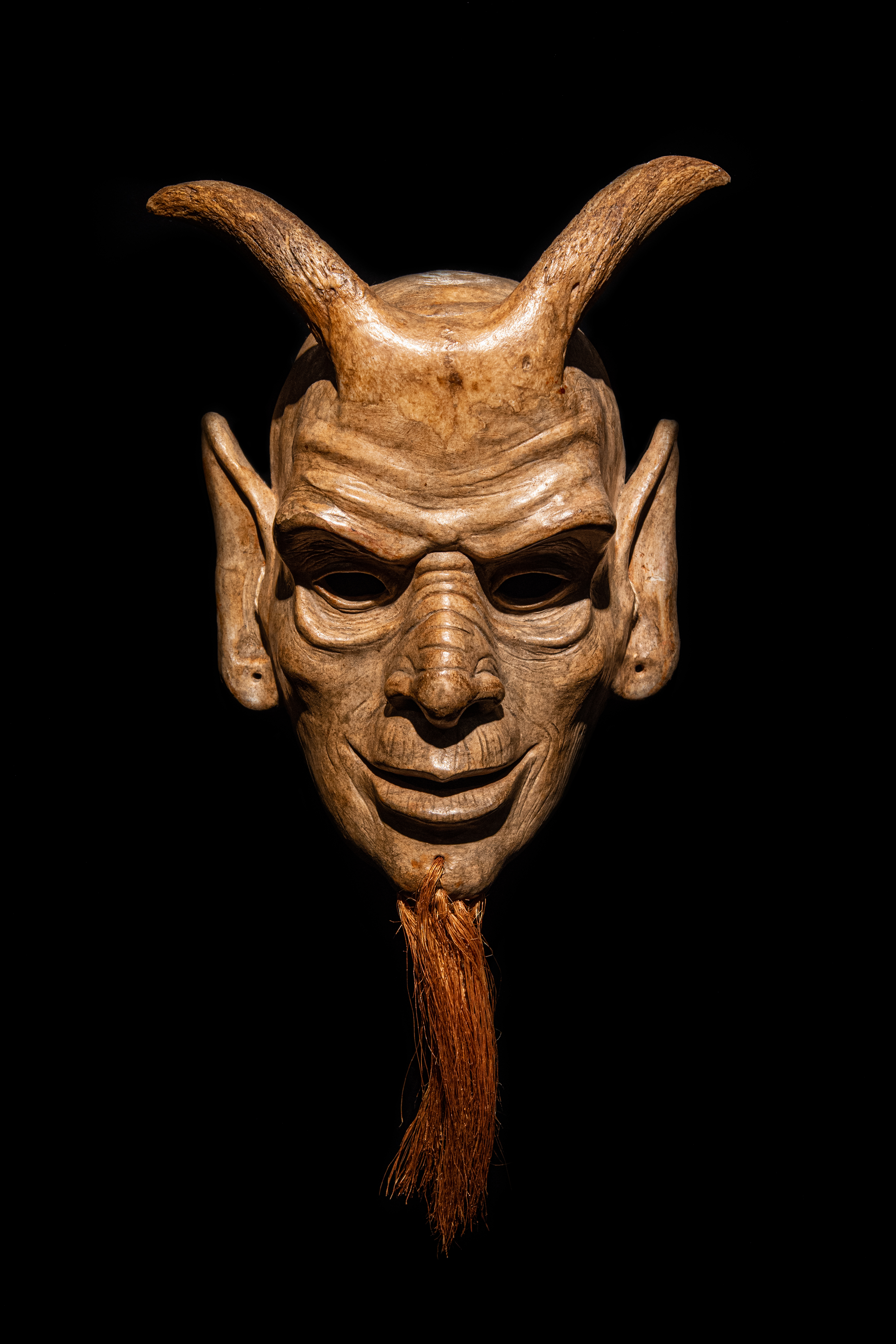
Máscara de diabo usada no Carnaval de Trás-os-Montes.

A culinária portuguesa é reconhecida como uma das mais variadas do mundo, ainda que esteja restrita a um espaço geográfico diminuto, mostrando influências mediterrânicas (incluindo-se na chamada "dieta mediterrânica") mas, também, atlânticas, como é visível na quantidade de peixe consumida tradicionalmente. Muito mudou desde que Estrabão se referiu aos Lusitanos como um povo que se alimentava de bolotas. A base da gastronomia mediterrânica, assente na trilogia do pão, vinho e azeite, repete-se em todo o território nacional, acrescentando-se-lhe os produtos hortícolas, como em variadas sopas, e frutos frescos. A carne e as vísceras, principalmente de porco, compõem também um conjunto de pratos e petiscos regionais, onde sobressaem os enchidos.
Com o advento das descobertas marítimas, a culinária portuguesa rapidamente integrou o uso, por vezes quase excessivo, de especiarias e do açúcar, além de outros produtos, como o feijão e a batata, que foram adaptados como produtos essenciais. Note-se que a variedade de pratos regionais se verifica mesmo em áreas restritas. Duas cidades vizinhas podem apresentar, sob o mesmo nome, pratos que podem diferir bastante na forma de confecção, ainda que partilhem a mesma receita de base. As generalizações nem sempre estão correctas: as diversas culinárias regionais variam muito na mesma região.
- Folclore

- Artesanato

- Máscara Ibérica
- Mitologia portuguesa
- Tauromaquia

## Desporto

### Hóquei em patins
Foi a partir da segunda guerra mundial que Portugal passou a dominar o hóquei em patins europeu. Em 1947, Portugal venceu os terceiros campeonatos da Europa, realizados em Lisboa. A partir daí, a população portuguesa ficou definitivamente conquistada por este desporto, o qual passou a ser considerado modalidade nacional. Portugal foi 15 vezes campeão do mundo em 42 edições e 20 vezes campeão europeu em 51 edições. Esse sucesso português nesta modalidade continua nos vários escalões da selecção e nos clubes como o SL Benfica, o FC Porto, o Sporting CP etc.
- Jogo do pau
- Galhofa

## Língua
A língua oficial de Portugal é o português, uma das primeiras línguas cultas da Europa medieval a par do provençal, sendo a sua escrita influenciada por esta última. Há um município onde algumas pessoas nas aldeias falam uma língua derivada de uma língua de um antigo reino, o Reino de Leão, chama-se Mirandês (Lhéngua Mirandesa em Mirandês). Esta língua tem menos de 15000 falantes (a maioria como segunda língua) e é apenas falada em aldeias, sendo a aldeia de Picote (Picuote em Mirandês) a única praticamente 100% monolíngue nesta língua, o que é uma curiosidade para um país cultural e linguisticamente homogenizado como Portugal. A ortografia do Mirandês é influenciada naturalmente pelo português, mas é uma língua diferente, com um desenvolvimento, estrutura e história diferentes.

## Símbolos nacionais

### Símbolos de estado
- Bandeira da República Portuguesa, foi instaurada no dia 19 de Junho de 1911 depois da instauração da república em 1910. A associação do verde e do vermelho nunca tinha acontecido, não era tradicional na composição da Bandeira Nacional Portuguesa e representou uma mudança radical de inspiração republicana, que rompeu o vínculo com a bandeira monárquica religiosa. Ainda é possível ver o uso por monárquicos da bandeira da monarquia constitucional. O brasão de armas de Portugal foi adoptado no dia 30 de Junho de 1911 e é constituído do escudo português com os cinco escudetes de azul postos em cruz de Cristo, cada um carregado por cinco besantes de prata postos em cruz de Santo André. A bordadura é vermelha e carregada de sete castelos de ouro. O escudo é sobreposto a uma esfera armilar, símbolo da epopeia marítima portuguesa, rodeada por dois ramos de oliveira de ouro, atados por uma fita verde e vermelho, as cores da república. A bandeira e o brasão de armas resultam no Estandarte nacional.
- Hino da República Portuguesa — A Portuguesa, foi criada em 1890 para protestar contra a capitulação política de Dom Carlos I ao Ultimato britânico. Tornou-se, rapidamente, um cântico antimonárquico e foi adoptado na instauração da república.[2]

### Símbolos utilizados oficialmente
- Presidente da República Portuguesa — O Chefe de Estado republicano é considerado um símbolo da Pátria desde a sua instituição em 1910. Ele é o garante da independência nacional, da unidade do Estado e do funcionamento correcto das várias instituições de um Estado de Direito;
- Imaculada Conceição de Nossa Senhora — Em 25 de Março de 1646, o rei D. João IV proclamou Nossa Senhora da Conceição padroeira e rainha de Portugal. O culto a Santa Maria nasceu nos primórdios da nacionalidade com D. Afonso Henriques. Desde este dia, mais nenhum rei português usou a coroa real na cabeça, direito que passou a pertencer apenas à Virgem Maria;
- Sobreiro — No final de 2011, o sobreiro foi consagrado, por unanimidade da Assembleia da República, a Árvore Nacional. A importância do sobreiro em Portugal é reconhecida desde o século XIII, altura em que surgiram as primeiras leis de proteção da espécie.
- Efígie da República — A partir de 1912 o busto da República, esculpido por Simões de Almeida, torna-se o padrão oficial da imagem da República Portuguesa, sendo usado como efígie nas moedas de escudo e colocado nas repartições públicas.
- Constituição.
- Cruz da Ordem de Cristo — Este símbolo português foi instituído por volta de 1520 pelo rei Dom Dinis, como emblema da Ordem de Cristo. A cruz portuguesa é usada em vários monumentos arquitetónicos, na Força Aérea e era utilizada pelas embarcações portuguesas durante a época dos Descobrimentos.
- Esta é a Ditosa Pátria Minha Amada — como divisa, usada sobretudo a nível militar.

### Símbolos populares da cultura
- Nossa Senhora de Fátima
- Os Lusíadas
- Anjo de Portugal
- Lince ibérico
- Zé Povinho
- Cravo
- Bacalhau
- Luis de Camões
- Adufe
- Cabeçudos
- Campino
- Caretos
- Galo de Barcelos
- Elétricos
- Táxis tradicionais
- Calçada portuguesa
- Caravela
- Casa de Santana
- Cestaria
- Estilo Português Suave
- Chaminé algarvia
- Coreto
- Espigueiro
- Filigrana
- Fontes
- Furnas
- Lenços de namorados
- Manjerico
- Moliceiro
- Pauliteiros
- Queijo da Serra
- Quiosques
- Renda de bilros
- Tapete de Arraiolos
- Vinho do Porto
- Seleção Nacional
- Descobrimentos Portugueses
- Festas e romarias
- Fado
- Música pimba
- Folclore
- Sardinha
- Azulejos
- Arte manuelina
- Cante alentejano
- Corridinho
- Guitarra portuguesa
- Gastronomia portuguesa
- Literatura portuguesa
- Três F

## Feriados nacionais
| Data           | Feriado                               | Tipo            |
| -------------- | ------------------------------------- | --------------- |
| 1.º de janeiro | Solenidade de Santa Maria Mãe de Deus | religioso/civil |
| móvel          | Carnaval (ou Entrudo)                 | religioso/civil |
| móvel          | Sexta-Feira Santa                     | religioso       |
| móvel          | Páscoa                                | religioso       |
| 25 de abril    | Dia da Liberdade                      | civil           |
| 1.º de maio    | Dia do Trabalhador                    | civil           |
| 10 de junho    | Dia de Portugal                       | civil           |
| móvel          | Corpo de Deus                         | religioso       |
| 15 de agosto   | Assunção de Nossa Senhora             | religioso       |
| 5 de outubro   | Implantação da República              | civil           |
| 1 de novembro  | Dia de Todos-os-Santos                | religioso       |
| 1 de dezembro  | Restauração da Independência          | civil           |
| 8 de dezembro  | Imaculada Conceição                   | religioso       |
| 25 de dezembro | Natal                                 | religioso       |

## Programas culturais
- «Programa Cultura (2007-2013)»